# Sam Boyd Stadium
Pour les articles homonymes, voir Boyd.
Le Sam Boyd Stadium (auparavant Las Vegas Stadium, Las Vegas Silver Bowl et Sam Boyd Silver Bowl) est un stade de rugby et de football américain situé à Whitney, près de Las Vegas dans le Nevada. Il est nommé en l'honneur de l'entrepreneur américain Sam Boyd (en) (1910-1993).
Depuis 1971, ses locataires sont l'équipe de football américain de l'Université du Nevada (Las Vegas), les UNLV Rebels. En 1994, il a accueilli les Posse de Las Vegas, une équipe évoluant en Ligue canadienne de football et les Las Vegas Outlaws (XFL) en 2001. Entre 2009 et 2012, il a accueilli les Las Vegas Locomotives de l'United Football League. D'autre part, depuis juillet 2009, le stade accueille l'étape américaine du World Rugby Sevens Series, compétition annuelle de rugby à sept. Sa capacité est de 36 800 places (extensible à 40 000 places). Le stade est entouré d'un parking pouvant contenir 6 000 places.

## Histoire
Le Sam Boyd Stadium fut inauguré en 1971 pour un coût de construction de $3,5 millions USD. Depuis le 18 décembre 1992, il accueille le Las Vegas Bowl, un match de football américain universitaire. Ce fut le site du Western Athletic Conference conference title football games, entre 1996 et 1998.
En 1999, des rénovations coûtant $18 millions USD élèvent la capacité du stade à 36 800 places (40 000). La même année, il organisa le CONCACAF Champions Cup soccer tournament.
Un concert des Red Hot Chili Peppers eu lieu le 2 juillet 2005 pour fêter les cent ans de la ville de Las Vegas.
En juillet 2009, le stade accueille le tournoi des États-Unis de rugby à sept, également dénommé USA Sevens, un tournoi annuel de rugby à sept. Les USA Sevens est en fait une des huit étapes du tournoi international du rugby à sept, le circuit du World Rugby Sevens Series. Le tournoi  a débuté en 2004 à Los Angeles dans la banlieue périphérique de Carson et déménagea a San Diego en 2007.
En 2011, la compétition aurait attiré plus de 50 000 visiteurs et devient alors la plus grande manifestation de l'histoire de Rugby dans le pays.

## Événements
- Las Vegas Bowl, depuis 1992
- Western Athletic Conference conference title football games, de 1996 à 1998
- Concert de U2, le 25 avril 1997
- CONCACAF Champions Cup soccer tournament, 1999
- Monster Jam World Finals, depuis 2000
- Supercross finale
- Vegoose music festival, 29 octobre 2005
- Concert de Red Hot Chili Peppers, 2 juillet 2005
- Concert de U2, 23 octobre 2009
- Tournoi des États-Unis de rugby à sept (World Rugby Sevens Series), en février, de 2010 à 2019

## Galerie

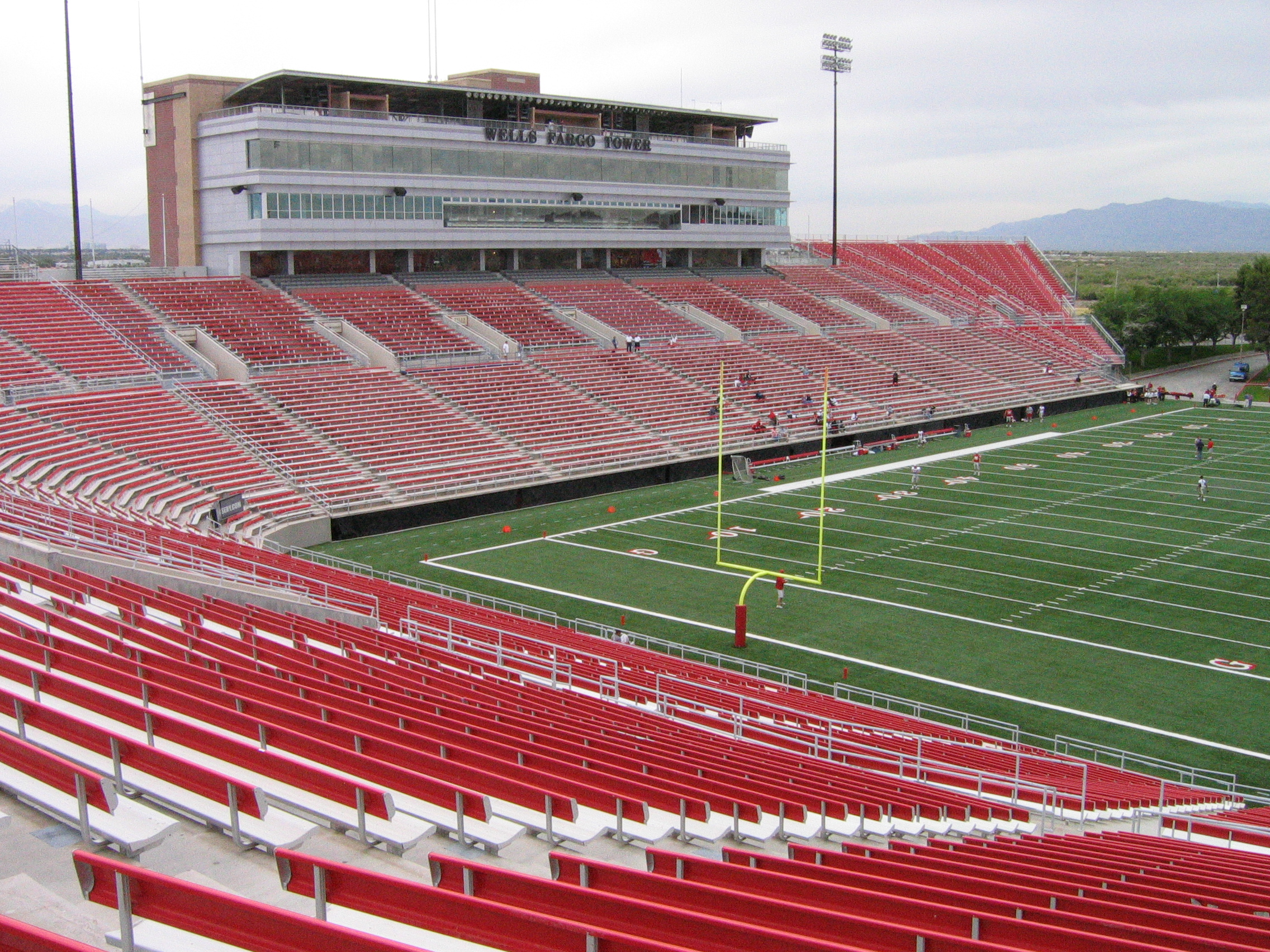
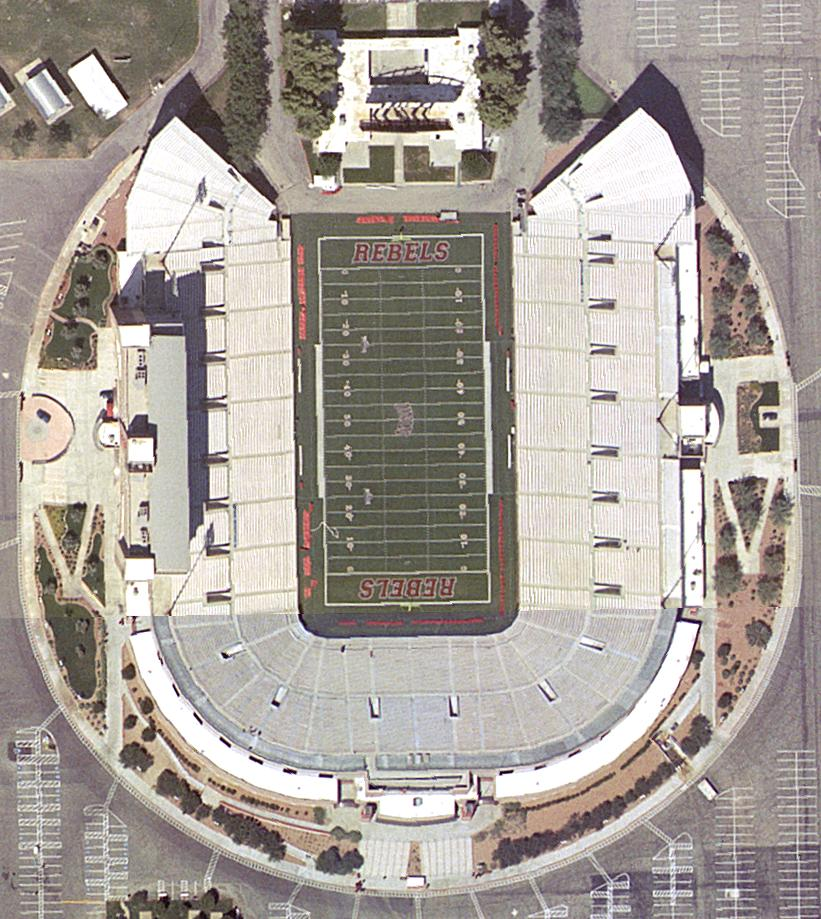